# Черезоли, Карло
Карло Черезоли (итал. Carlo Ceresoli; 14 июня 1910, Бергамо — 22 апреля 1995) — итальянский футболист, голкипер. Чемпион мира 1938 года.
Карло Черезоли начал свою карьеру в клубе «Аталанта» в возрасте 18-ти лет, он дебютировал в команде 13 января 1929 года. Черезоли выступал за «Аталанту» до 1932 года, когда он перешёл в клуб «Амброзиана-Интер», в котором выступал до 1936 года, но в те годы итальянском футболе безраздельно «властвовал» «Ювентус», единственный успехом в «Интере» для Черезоли стал выход в финал кубка Митропы в 1933 году. Однако Черезоли зарекомендовал себя одним из лучших вратарей страны и даже начал вызываться в сборную Италии. В 1936 году Черезоли перешёл в «Болонью», с которой он дважды выиграл чемпионат Италии. В 1939 году Черезоли перешёл в «Дженоа», но там играл нерегулярно, часто оказываясь на скамье запасных. После двух сезонов в «Дженоа», Черезоли перешёл в «Ювентус», дебютировав в команде 15 марта 1942 года в матче с бывшим его клубом, «Аталантой» (игра завершилась со счётом 1:1), а последнюю в своей карьере игру он провёл 7 дней спустя , 22 марта против «Венеции», в которой «Юве» проиграл 0:2.
В сборной Италии Черезоли выступал с 1934 по 1938 год, он дебютировал 25 марта 1934 года с Грецией. Перед чемпионатом мира 1934 года Черезоли уверенно считался «голкипером номер один» в стране, однако накануне турнира Черезоли получил травму и на турнир взят не был. 14 ноября 1934 года Черезоли в составе сборной Италии играл на «Хайбери» в матче с непобедимыми тогда англичанами, в первые 12 минут встречи он пропустил три мяча, но затем собрался и уже голов не пропускал, а итальянцы усилиями Джузеппе Меаццы отыграли 2 мяча, англичане были удивлены игрой итальянцев, но больше всего их поразил Черезоли, который отражал атаки британцев в глубоком тумане, который опустился на поле, за эту игру англичане прозвали Черезоли «Львом Хайбери». Перед чемпионатом мира 1938 Черезоли вновь считался основным вратарём сборной, но, как и 4 года спустя, получил травму, но всё же поехал на турнир, хотя и не провёл на нём ни одной минуты. Всего за сборную Италии Черезоли провёл 8 матчей.

## Ссылки

14.11.1934. Карло Черезоли отбивает мяч

## Достижения
- Чемпион Италии: 1937, 1939
- Чемпион мира: 1938
- Обладатель кубка Италии: 1942